# Attarp
Attarp is een plaats in de gemeente Hässleholm in het Zweedse landschap Skåne en de provincie Skåne län. De plaats heeft 52 inwoners (2005) en een oppervlakte van 10 hectare.